# Platamomyia depressus
Platamomyia depressus är en tvåvingeart som först beskrevs av Friedrich Hermann Loew 1855.  Platamomyia depressus ingår i släktet Platamomyia och familjen svävflugor. Inga underarter finns listade i Catalogue of Life.